# Joseph Anton Meßmer
Joseph Anton Meßmer (* 17. Oktober 1829 in Röhrnbach; † 23. Dezember 1879) war ein deutscher Archäologe.

## Leben
Nach dem Abitur am (heutigen) Wilhelmsgymnasium München studierte er Theologie an der Universität München. Die Promotion schloss er 1854 ab. 1855 empfing er die Priesterweihe. Nach der Habilitation 1856 in München wurde er dort 1866 zum Professor extraordinarius für Christliche Archäologie. Nach dem I. Vatikanum schloss er sich der altkatholischen Kirche an. Sein Nachlass kam durch seinen Schüler Theodor Hach ins Archiv der Hansestadt Lübeck.

## Schriften (Auswahl)
- Ueber den Ursprung, die Entwicklung und die Bedeutung der Basilika in der christlichen Baukunst. Eine philosophisch-kunstgeschichtliche Abhandlung. Leipzig 1854.
- Die Wandelungen der Säule im Verhältniß zur Decke. Eine ästhetisch-kunstgeschichtliche Abhandlung. München 1856.
- Das Heilige Land und die heiligen Stätten. Ein Pilgerbuch in ausgewählten Bildern mit erläutendem Text. München 1860.
- Die Corruption in der römischen Kirche. Vorträge der Herren Professoren Huber und Meßmer aus München, gehalten in Essen, am 20. März 1874. Essen 1874.
- Johann Michael Sailer. Mannheim 1876, OCLC 257474567.